# Tityus kalettai
Espèce
Tityus kalettai est une espèce de scorpions de la famille des Buthidae.

## Distribution
Cette espèce est endémique de l'État de Miranda au Venezuela. Elle se rencontre vers Baruta.

## Description
Le mâle holotype mesure 48,77 mm et la femelle paratype 32,41 mm.

## Étymologie
Cette espèce est nommée en l'honneur de Polaco Francisco Kaletta.

## Publication originale
- González-Sponga, 2007 : « Biodiversidad en Venezuela. Aracnidos. Descripcion de una nueva especie del genero Tityus Koch, 1836 (Buthidae) y tres del genero Chactas Gervais, 1844 (Chactidae). Escorpiones de los alrededores del Carcas, Distrito Metropolitano. » Acta Biologica Venezuelica (Caracas), vol. 27, no 1, p. 7-24 (texte intégral).